# 기약표현
수학에서, 특히 군 및 대수의 표현론에서 기약 표현(旣約表現, 영어: Irreducible representation) {\displaystyle (\rho ,V)} 또는 irrep는 부분 표현을 가지지 않는 0이 아닌 표현이다. 즉, {\displaystyle (\rho |_{W},W)}에서 {\displaystyle W\subset V}는 {\displaystyle \{\rho (a):a\in A\}}의 작용에 대해 닫혀 있는 자명하지 않은 부분 공간이 없다.
힐베르트 공간 {\displaystyle V} 상의 모든 유한 차원 유니터리 표현은 기약 표현의 직합이다. 기약 표현은 항상 분해 불가능이지만 (즉, 표현의 직합으로 더 이상 분해될 수 없다), 그 역은 성립하지 않을 수 있다. 예를 들어, 상삼각 행렬에 의해 작용하는 실수에 대한 2차원 표현은 분해 불가능이지만 가약이다.

## 역사
군 표현론은 1940년대부터 리하르트 브라우어에 의해 일반화되어, 실수나 복소수 위의 벡터 공간이 아닌 임의의 표수 {\displaystyle K}를 가진 체 위의 벡터 공간에 행렬 연산자가 작용하는 모듈러 표현론을 제공했다. 결과 이론에서 기약 표현에 해당하는 구조는 단순 가군이다.

## 개요
{\displaystyle \rho :G\to GL(V)}를 군 {\displaystyle G}의 준동형으로 표현이라 하자. 여기서 {\displaystyle V}는 체 {\displaystyle F} 위의 벡터 공간이다. {\displaystyle V}의 기저 {\displaystyle B}를 선택하면, {\displaystyle \rho }는 군에서 가역 행렬 집합으로 가는 함수(준동형)로 생각할 수 있으며 이 맥락에서 행렬 표현이라고 불린다. 그러나 기저 없이 공간 {\displaystyle V}를 생각하면 훨씬 간단해진다. {\displaystyle \rho }는 그것이 작용하는 벡터 공간 {\displaystyle V}의 차원이 {\displaystyle d}이면 d차원이다.
선형 부분 공간 {\displaystyle W\subset V}는 모든 {\displaystyle g\in G} 및 모든 {\displaystyle w\in W}에 대해 {\displaystyle \rho (g)w\in W}이면 {\displaystyle G}-불변이라고 한다. {\displaystyle G}-불변 부분 공간 {\displaystyle W\subset V}의 일반 선형 군에 대한 {\displaystyle \rho }의 공역 제한을 부분 표현이라고 한다. 표현 {\displaystyle \rho :G\to GL(V)}는 자명한 부분 표현만 가지면 기약이라고 한다 (모든 표현은 자명한 {\displaystyle G}-불변 부분 공간, 예를 들어 전체 벡터 공간 {\displaystyle V}, 및 {0}{로부터 부분 표현을 형성할 수 있다). 적절한 자명하지 않은 불변 부분 공간이 있으면 {\displaystyle \rho }는 가약이라고 한다.

### 군 표현의 표기법 및 용어
군 요소는 행렬로 표현될 수 있지만, "표현"이라는 용어는 이 맥락에서 특정하고 정확한 의미를 갖는다. 군의 표현은 군 요소에서 행렬의 일반선형군으로의 사상이다. 표기법으로, a, b, c, ...는 군 곱을 기호 없이 나타내는 군 G의 요소를 나타낸다. 따라서 ab는 a와 b의 군 곱이며 G의 요소이기도 하다. 그리고 표현은 D로 나타낸다. a의 표현은 다음과 같이 쓰여진다.
{\displaystyle D(a)={\begin{pmatrix}D(a)_{11}&D(a)_{12}&\cdots &D(a)_{1n}\\D(a)_{21}&D(a)_{22}&\cdots &D(a)_{2n}\\\vdots &\vdots &\ddots &\vdots \\D(a)_{n1}&D(a)_{n2}&\cdots &D(a)_{nn}\\\end{pmatrix}}}
군 표현의 정의에 따라, 군 곱의 표현은 표현의 행렬 곱셈으로 변환된다.
{\displaystyle D(ab)=D(a)D(b)}
e가 군의 항등원이면 (따라서 1=ae = ea = a, 등), D(e)는 단위 행렬이거나 동일하게 단위 행렬의 블록 행렬이어야 한다. 왜냐하면 다음과 같아야 하기 때문이다.
{\displaystyle D(ea)=D(ae)=D(a)D(e)=D(e)D(a)=D(a)}
그리고 다른 모든 군 요소에 대해서도 마찬가지이다. 마지막 두 진술은 D가 군 준동형사상이라는 요구 사항에 해당한다.

### 가약 표현과 기약 표현
표현이 자명하지 않은 G-불변 부분 공간을 포함하면 가약이다. 즉, 모든 행렬 {\displaystyle D(a)}는 동일한 가역 행렬 {\displaystyle P}에 의해 상삼각 블록 형태로 놓일 수 있다. 다시 말해, 닮음 변환이 존재한다.
{\displaystyle D'(a)\equiv P^{-1}D(a)P,}
이는 표현의 모든 행렬을 동일한 패턴의 상삼각 블록으로 매핑한다. 모든 순서가 지정된 부블록은 군 부분 표현이다. 즉, 예를 들어 표현이 2차원이면 다음과 같다.
{\displaystyle D'(a)=P^{-1}D(a)P={\begin{pmatrix}D^{(11)}(a)&D^{(12)}(a)\\0&D^{(22)}(a)\end{pmatrix}},}
여기서 {\displaystyle D^{(11)}(a)}는 자명하지 않은 부분 표현이다. 만약 {\displaystyle D^{(12)}(a)=0}도 만족시키는 행렬 {\displaystyle P}를 찾을 수 있다면, {\displaystyle D(a)}는 가약일 뿐만 아니라 분해 가능하기도 하다.
'주의:' 표현이 가약이더라도 행렬 표현은 여전히 상삼각 블록 형태가 아닐 수 있다. 위에서 언급한 행렬 {\displaystyle P^{-1}}을 표준 기저에 적용하여 얻을 수 있는 적절한 기저를 선택해야만 이 형태를 갖게 된다.

### 분해 가능 표현과 분해 불가능 표현
모든 행렬 {\displaystyle D(a)}가 동일한 가역 행렬 {\displaystyle P}에 의해 블록 대각 형태로 놓일 수 있으면 표현은 분해 가능하다. 다시 말해, 닮음 변환이 존재한다.
{\displaystyle D'(a)\equiv P^{-1}D(a)P,}
이는 표현의 모든 행렬을 동일한 패턴의 대각 블록으로 대각화한다. 각 블록은 다른 블록과 독립적인 군 부분 표현이다. 표현 D(a)와 D′(a)는 동치 표현이라고 한다. ('k'차원 표현이라고 하자) 표현은 [[행렬의 직합|k > 1개 행렬의 직합]]으로 분해될 수 있다.
{\displaystyle D'(a)=P^{-1}D(a)P={\begin{pmatrix}D^{(1)}(a)&0&\cdots &0\\0&D^{(2)}(a)&\cdots &0\\\vdots &\vdots &\ddots &\vdots \\0&0&\cdots &D^{(k)}(a)\\\end{pmatrix}}=D^{(1)}(a)\oplus D^{(2)}(a)\oplus \cdots \oplus D^{(k)}(a),}
따라서 D(a)는 분해 가능하며, 분해된 행렬은 괄호 안에 위첨자를 사용하여 1=n = 1, 2, ..., k에 대해 D(n)(a)와 같이 표기하는 것이 일반적이지만, 일부 저자는 괄호 없이 숫자 레이블만 쓰기도 한다.
D(a)의 차원은 블록 차원의 합이다.
{\displaystyle \dim[D(a)]=\dim[D^{(1)}(a)]+\dim[D^{(2)}(a)]+\cdots +\dim[D^{(k)}(a)].}
이것이 불가능하다면, 즉 1=k = 1이면 표현은 분해 불가능하다.
주의: 표현이 분해 가능하더라도 행렬 표현은 대각 블록 형태가 아닐 수 있다. 위에서 언급한 행렬 {\displaystyle P^{-1}}을 표준 기저에 적용하여 얻을 수 있는 적절한 기저를 선택해야만 이 형태를 갖게 된다.

### 기약 표현과 분해 불가능 표현의 관계
기약 표현은 본질적으로 분해 불가능한 표현이다. 그러나 역은 성립하지 않을 수 있다.
하지만 일부 조건 하에서는 분해 불가능한 표현이 기약 표현이 된다.
- 군 {\displaystyle G}가 유한하고, C 위에서 표현을 가질 때, 분해 불가능한 표현은 기약 표현이다.[4]
- 군 {\displaystyle G}가 유한하고, 체 {\displaystyle K} 위에서 표현을 가질 때, 만약 {\displaystyle char(K)\nmid |G|}이면, 분해 불가능한 표현은 기약 표현이다.

## 기약 표현의 예시

### 자명한 표현
모든 군 {\displaystyle G}는 모든 군 요소를 항등 변환에 매핑하여 0차원의 기약 자명한 표현을 갖는다.

### 1차원 표현
모든 1차원 표현은 적절한 비자명 불변 부분 공간을 가지지 않기 때문에 기약이다.

### 기약 복소 표현
유한군 G의 기약 복소 표현은 지표 이론의 결과를 사용하여 특징화할 수 있다. 특히, 모든 복소 표현은 irreps의 직접 합으로 분해되며, {\displaystyle G}의 irreps 수는 {\displaystyle G}의 켤레류 수와 같다.
- {\displaystyle \mathbb {Z} /n\mathbb {Z} }의 기약 복소 표현은 정확히 {\displaystyle 1\mapsto \gamma } 맵으로 주어진다. 여기서 {\displaystyle \gamma }는 {\displaystyle n}번째 1의 거듭제곱근이다.
- {\displaystyle V}를 기저 {\displaystyle \{v_{i}\}_{i=1}^{n}}를 갖는 {\displaystyle S_{n}}의 {\displaystyle n}차원 복소 표현이라 하자. 그러면 {\displaystyle V}는 다음과 같이 irreps의 직접 합으로 분해된다. {\displaystyle V_{\text{triv}}=\mathbb {C} \left(\sum _{i=1}^{n}v_{i}\right)} 그리고 다음으로 주어지는 직교 부분 공간 {\displaystyle V_{\text{std}}=\left\{\sum _{i=1}^{n}a_{i}v_{i}:a_{i}\in \mathbb {C} ,\sum _{i=1}^{n}a_{i}=0\right\}.} 전자의 irrep는 1차원이며 {\displaystyle S_{n}}의 자명한 표현과 동형이다. 후자는 {\displaystyle n-1}차원이며 {\displaystyle S_{n}}의 표준 표현으로 알려져 있다.[5]
- {\displaystyle G}를 군이라 하자. {\displaystyle G}의 정규 표현은 군 작용 {\displaystyle g\cdot e_{g'}=e_{gg'}}이 있는 기저 {\displaystyle \{e_{g}\}_{g\in G}}에 대한 자유 복소수 벡터 공간 {\displaystyle \mathbb {C} G}이다. {\displaystyle G}의 모든 기약 표현은 {\displaystyle \mathbb {C} G}를 irreps의 직접 합으로 분해하는 데 나타난다.

### Fp상의 기약 표현의 예시
- {\displaystyle G}를 {\displaystyle p} 군으로 하고 {\displaystyle V=\mathbb {F} _{p}^{n}}을 {\displaystyle \mathbb {F} _{p}} 위의 G의 유한 차원 기약 표현으로 하자. 궤도-안정자 정리(Orbit-stabilizer theorem)에 의해, {\displaystyle p} 군 {\displaystyle G}에 의해 작용된 모든 {\displaystyle V} 요소의 궤도 크기는 {\displaystyle p}의 거듭제곱이다. 이 모든 궤도의 크기가 {\displaystyle G}의 크기와 합산되고, {\displaystyle 0\in V}는 자신만을 포함하는 크기 1 궤도에 있기 때문에, 합이 일치하기 위해서는 크기 1인 다른 궤도가 있어야 한다. 즉, 모든 {\displaystyle g\in G}에 대해 {\displaystyle gv=v}인 일부 {\displaystyle v\in V}가 존재한다. 이것은 {\displaystyle \mathbb {F} _{p}} 위의 {\displaystyle p} 군의 모든 기약 표현이 1차원이어야 함을 강제한다.

## 이론 물리학 및 화학에서의 응용
양자 물리학 및 양자화학에서, 축퇴된 에너지 준위의 각 집합은 해밀턴 연산자의 대칭 군 표현을 위한 벡터 공간 V을 구성하며, "다중항"은 기약 부분으로의 환원을 통해 가장 잘 연구된다. 따라서 기약 표현을 식별함으로써 상태를 라벨링하고 섭동 하에서 어떻게 분할될 것인지 예측할 수 있다. 또는 V의 다른 상태로 전이할 수 있다. 따라서 양자 역학에서 시스템의 대칭 군의 기약 표현은 시스템의 에너지 준위를 부분적으로 또는 완전히 라벨링하여 선택규칙을 결정할 수 있도록 한다.

## 리 군

### 로런츠 군
회전 생성자 J와 부스트 생성자 K의 기약 표현 D(K) 및 D(J)는 로런츠 군의 스핀 표현을 구성하는 데 사용될 수 있다. 이는 양자 역학의 스핀 행렬과 관련이 있기 때문이다. 이를 통해 상대론적 파동 방정식을 유도할 수 있다.

## 같이 보기

### 결합 대수
- 단순 가군
- 분해 불가능 대상
- 결합 대수의 표현

### 리 군
- 리 대수의 표현론
- SU(2)의 표현론
- SL2(R)의 표현론
- 갈릴레이 군의 표현론
- 미분동형사상 군의 표현론
- 푸앵카레 군의 표현론
- 최고 가중치 정리

### 서적
- H. Weyl (1950). 《The theory of groups and quantum mechanics》. Courier Dover Publications. 203쪽. ISBN 978-0-486-60269-1. magnetic moments in relativistic quantum mechanics.
- P. R. Bunker; Per Jensen (2004). 《Fundamentals of molecular symmetry》. CRC Press. ISBN 0-7503-0941-5.
- A. D. Boardman; D. E. O'Conner; P. A. Young (1973). 《Symmetry and its applications in science》. McGraw Hill. ISBN 978-0-07-084011-9.
- V. Heine (2007). 《Group theory in quantum mechanics: an introduction to its present usage》. Dover. ISBN 978-0-07-084011-9.
- V. Heine (1993). 《Group Theory in Quantum Mechanics: An Introduction to Its Present Usage》. Courier Dover Publications. ISBN 978-048-6675-855.
- E. Abers (2004). 《Quantum Mechanics》. Addison Wesley. 425쪽. ISBN 978-0-13-146100-0.
- B. R. Martin, G.Shaw (2008년 12월 3일). 《Particle Physics》 3판. Manchester Physics Series, John Wiley & Sons. 3쪽. ISBN 978-0-470-03294-7.
- Weinberg, S. (1995), 《The Quantum Theory of Fields》 1, Cambridge university press, 230–231쪽, ISBN 978-0-521-55001-7
- Weinberg, S. (1996), 《The Quantum Theory of Fields》 2, Cambridge university press, ISBN 978-0-521-55002-4
- Weinberg, S. (2000), 《The Quantum Theory of Fields》 3, Cambridge university press, ISBN 978-0-521-66000-6
- R. Penrose (2007). 《The Road to Reality》. Vintage books. ISBN 978-0-679-77631-4.
- P. W. Atkins (1970). 《Molecular Quantum Mechanics (Parts 1 and 2): An introduction to quantum chemistry》 1. Oxford University Press. 125–126쪽. ISBN 978-0-19-855129-4.

### 논문
- Bargmann, V.; Wigner, E. P. (1948). 《Group theoretical discussion of relativistic wave equations》. 《Proc. Natl. Acad. Sci. U.S.A.》 34. 211–23쪽. Bibcode:1948PNAS...34..211B. doi:10.1073/pnas.34.5.211. PMC 1079095. PMID 16578292.
- E. Wigner (1937). 《On Unitary Representations Of The Inhomogeneous Lorentz Group》 (PDF). 《Annals of Mathematics》 40. 149–204쪽. Bibcode:1939AnMat..40..149W. doi:10.2307/1968551. JSTOR 1968551. MR 1503456. S2CID 121773411. 2015년 10월 4일에 원본 문서 (PDF)에서 보존된 문서. 2013년 7월 7일에 확인함.

## 더 읽을거리
- Artin, Michael (1999). “Noncommutative Rings” (PDF). Chapter V.